# Mallophora lampon
Mallophora lampon är en tvåvingeart som först beskrevs av Walker 1849.  Mallophora lampon ingår i släktet Mallophora och familjen rovflugor. Inga underarter finns listade i Catalogue of Life.